# Carenscoilia biforamen
Carenscoilia biforamen är en plattmaskart som beskrevs av Sopott 1972. Carenscoilia biforamen ingår i släktet Carenscoilia och familjen Coelogynoporidae. Inga underarter finns listade i Catalogue of Life.